# 多彩千手螺
多彩千手螺（学名：Chicoreus microphyllus），是新腹足目骨螺科千手螺属的一种。主要分布于印度尼西亚、中国大陆、台湾，常栖息在低潮线下。